# Erdem Kınay
Erdem Kınay (* 6. Januar 1978 in Istanbul) ist ein türkischer Musikproduzent.

## Karriere
Im Jahr 2012 erschien das erste eigenständige Album von Erdem Kınay. Zuvor hat er als Produzent für viele Sänger in der Türkei gearbeitet. 2013 folgte das zweite Album sowie Ende 2021 die dritte Veröffentlichung der Proje-Reihe.
Er hat in Zusammenarbeit mit zahlreichen bekannten türkischen Musikern Hits produziert. Dazu zählen unter anderem Merve Özbey, Demet Akalın, Aynur Aydın, Ayşe Hatun Önal oder Simge.

## Diskografie

### Alben
- 2012: Proje
- 2013: Proje 2
- 2021: Proje 3

### Singles
| - 2012: Rota (mit Demet Akalın) - 2012: İşporta (mit Aynur Aydın) - 2012: Duman (mit Merve Özbey) - 2013: Yorum Yok (mit Serdar Ortaç) - 2013: Emanet (mit Demet Akalın) - 2013: Yatıya Gelsin (mit Işın Karaca) - 2013: Zamanla (mit Ebu) - 2013: Alkışlar (mit Sibel Can) - 2014: Helal Ettim (mit Merve Özbey) - 2014: İlk Anda (mit Murat Boz) - 2015: Yalnız Ordusu (mit Demet Akalın) - 2015: Kolay Gelsin (mit Bengü) | - 2015: Sınır (mit Aynur Aydın) - 2016: Masum Değiliz (mit Mert Cihan) - 2016: Mahşer (mit Ertunç) - 2017: Şahane (mit Yılmaz Taner) - 2017: Her Gece Kal (mit Hind) - 2017: Boynun Borcu (mit Merve Özbey) - 2017: Öptüm (mit İkizler) - 2020: Aşk Cezalı (mit Ceyda Tezemir) - 2021: Hezarfen (mit Kenan Doğulu) - 2022: Yalnızlık Sınavı (mit Ceylan Koynat) - 2023: Deli Ediyor |

Quelle:

### Produktionen (Auswahl)
| - 2003: Çeksene Elini (von Ayşe Hatun Önal) - 2006: Sor (von Serdar Ortaç) - 2006: Aşkın Ateşi (von Hande Yener) - 2008: Kalbe Ben (von Ayşe Hatun Önal) - 2010: Olacak, Olacak (von Demet Akalın) - 2011: Mesajımı Almıştır O (von Hadise) - 2011: Geri Dönüş Olsa (von Murat Boz) - 2011: Vicdanın Affetsin (von Simge) - 2014: İlahi Adalet (von Demet Akalın) - 2014: Feveran (von Bengü) - 2014: Bi' Ağla (von Emir) - 2015: Gölge (von Demet Akalın) - 2015: Günaydın Abla (von Demet Akalın) - 2015: Özüme Döndüm (von Demet Akalın) | - 2015: Şerefime Namusuma (von Demet Akalın) - 2015: Yaş Hikayesi (von Merve Özbey) - 2015: Topsuz Tüfeksiz (von Merve Özbey) - 2016: Hodri Meydan (von Bengü) - 2016: Yine Bana Zor Geliyor (von Zeynep Mansur) - 2016: Kendine Gel (von Doğukan Medetoğlu) - 2016: Dokun Bana (von Ebru Polat) - 2016: Mevsim Sonbahar (von Emir) - 2016: Bu Defa Son (von Demet Akalın) - 2017: Ya Da Boşver (von İdo Tatlıses) - 2017: İnceden İnceden (von Tuğba Yurt) - 2018: Yine Sev Yine (von Tuğba Yurt) - 2021: Gel De Sevme (von Ebru Yaşar) |